# Wheels of Fire
Wheels of Fire – trzeci, podwójny, album grupy Cream nagrany w okresie od lipca 1967 r. do kwietnia 1968 r. i wydany w lipcu tego samego roku.
W 2003 album został sklasyfikowany na 203. miejscu listy 500 albumów wszech czasów magazynu Rolling Stone.

## Historia i charakter albumu
Podczas pobytu w USA Cream nagrali swój trzeci, tym razem podwójny, album. Składa się on z części nagranej w studiu i części nagranej w czasie koncertu grupy.
Część studyjna zawiera takie utwory jak: kompozycję tandemu Jack Bruce i Pete Brown – "White Room", następnie "Sitting on Top of the World" skomponowany przez Waltera Vinsona z bluesowej grupy Mississippi Sheiks, "Politician" Bruce’a i Browna oraz wersję utworu "Born Under a Bad Sign" znaną z wykonania Alberta Kinga.
Część koncertowa, wbrew tytułowi, została nagrana w dwóch miejscach: "Toad" pochodzi z koncertu w Fillmore West, ale trzy pozostałe utwory pochodzą z Winterland Ballroom w San Francisco.
Martin Sharp za graficzne opracowanie okładki otrzymał New York Art Directors Prize for Best Album Design w 1969 r. (Nagroda nowojorskich kierowników artystycznych za projekt okładki albumu).

## Spis utworów
Dysk 1 – Studio
| 1. | White Room (Bruce/Brown)                             | 4:57  |
|    |                                                      |       |
| 2. | Sitting on Top of the World (Howlin’ Wolf)¹          | 4:57  |
|    |                                                      |       |
| 3. | Passing the Time (Baker/Taylor)                      | 4:30  |
|    |                                                      |       |
| 4. | As You Said (Bruce/Brown)                            | 4:18  |
|    |                                                      |       |
| 5. | Pressed Rat and Warthog (Baker/Taylor)               | 3:13  |
|    |                                                      |       |
| 6. | Politician (Bruce/Brown)                             | 4:11  |
|    |                                                      |       |
| 7. | Those Were the Days (Baker/Taylor)                   | 2:54  |
|    |                                                      |       |
| 8. | Born Under a Bad Sign (Booker T. Jones/William Bell) | 3:08  |
|    |                                                      |       |
| 9. | Deserted Cities of the Heart (Bruce/Brown)           | 3:37  |
|    |                                                      |       |
|    |                                                      | 35:45 |
|    |                                                      |       |
Dysk 2 – Live at the Fillmore
| 1. | Crossroads (Robert Johnson) | 4:14  |
|    |                             |       |
| 2. | Spoonful (Willie Dixon)     | 16:43 |
|    |                             |       |
| 3. | Traintime (Bruce)           | 7:00  |
|    |                             |       |
| 4. | Toad (Baker)                | 16:15 |
|    |                             |       |
|    |                             | 44:12 |
|    |                             |       |
¹Pomyłka; utwór został skomponowany przez Waltera Vinsona (Vincsona) z grupy Mississippi Sheiks i został przez nich nagrany w 1930 r. Howlin’ Wolf był tylko jednym z kilkudziesięciu wykonawców tej piosenki.

## Muzycy
- Eric Clapton – gitara, wokal
- Jack Bruce – wokal, gitara basowa, harmonijka, flet (ang. recorder) (5); gitara akustyczna (4, 9); wiolonczela (4, 9);
- Ginger Baker – perkusja, wokal, kotły (1), tamburyn (8); high hat (4); recytacja (5); marimba (7); dzwony rurowe (7);
- Felix Pappalardi – altówka (1, 9), trąbka (5); organy (3); dzwonki (7);

## Pozostałe informacje
- Producent – Felix Pappalardi (za zgodą Roberta Stigwooda)
- Nagranie – lipiec 1967–kwiecień 1968
- Inżynier (dysk 1) – Tom Dowd i Adrian Barber
- Inżynier (dysk 2) – Bill Halverson
- Remiks (dysk 2) – Adrian Barber
- Studio – Atlantic Studios, Nowy Jork
- Koncert – Fillmore
- Wydanie – lipiec 1968
- Czas – 79 min. 57 sek.
- Projekt okładki – Stanislaw Zagorski
- Grafika – Martin Sharp
- Firma nagraniowa – Polydor Records (Wielka Brytania); ATCO (USA)
- Numer katalogowy – (Polydor); SD-2-700 (ATCO)

Wznowienia
- Remastering do wydania na cd – Dennis M. Drake
- Studio – PolyGram Studios
- Firma nagraniowa – Polydor
- Numer katalogowy – 827 578-2

## Listy przebojów

### Album
| Rok  | Lista                        | Pozycja |
| ---- | ---------------------------- | ------- |
| 1968 | Billboard USA. Albumy popowe | 1       |

### Single
| Rok  | Singel       | Lista                    | Pozycja |
| ---- | ------------ | ------------------------ | ------- |
| 1969 | "White Room" | Billboard. Single popowe | 6       |